# Mon envoyé spécial
Pour les articles homonymes, voir Envoyé spécial (homonymie).
#MonEnvoyéSpécial (anciennement Envoyé spécial, la suite) est une émission de télévision française. Il s'agit d'un dérivé d'Envoyé spécial.
Ce magazine est diffusé sur France 2 tous les samedis à 14 h depuis le 9 janvier 2010. Il est présenté par Françoise Joly et Guilaine Chenu.

## Concept
Chaque semaine, les internautes votent sur le site web de France Télévisions pour le reportage d'Envoyé spécial qu'ils souhaitent voir ou revoir. Le sujet ayant récolté le plus de suffrages est diffusé le samedi suivant dans #MonEnvoyéSpécial. 
Depuis le plateau de l'émission, Françoise Joly et Guilaine Chenu répondent aux questions qui leur ont été adressées sur les réseaux sociaux.
Cette émission participative vise à montrer l'évolution des reportages diffusés par le magazine principal du jeudi.